# 에피폰 쉐라톤
에피폰 쉐라톤은 씬라인(Thinline) 세미 할로우 바디 기타이다. 쉐라톤과 모든 바리에이션은 깁슨이 소유권을 가지고 있지만, 에피폰만이 유일한 독점 제작 업체이다.

## 역사
이른 시절, 에피폰의 경영권이 에파미논다스 스타토풀로스에게 있었을 시대에는 에피폰은 할로우 바디, 아치탑 기타의 선도적인 제조사였다.

## 연주자
- 노엘 갤러거
- 톰 델론지
- 겜 아처